# Мопан
Мопа́н (За́падный Бели́з, исп. Río Mopán, англ. Mopan River) — река в Гватемале и в Белизе.
На расстоянии одного километра от течения реки, в Белизе, находятся руины древнего города майя Шунантунич.

## Название
В Гватемале эта река носит название исп. Río Mopán (Рио-Мопан), в Белизе — англ. Mopan River (Мопан-Ривер). На русскоязычных картах название гватемальской части реки передаётся как «Мопан», а в белизской — «Западный Белиз».

## Течение
Истоки реки Мопан находятся в Гватемале, в местечке Эль-Петен, откуда она течёт на протяжении 50 километров в северном направлении. Затем она поворачивает на восток и у городка Бенке-Вьехо-дель-Кармен пересекает границу с Белизом. Протекая по району Кайо, она у города Сан-Игнасио соединяется с рекой Восточный Белиз в реку Белиз. В течение многих лет Мопан был источником питьевой воды для местных жителей; в последние годы, однако, река всё более и более загрязняется.